# 니코바르인

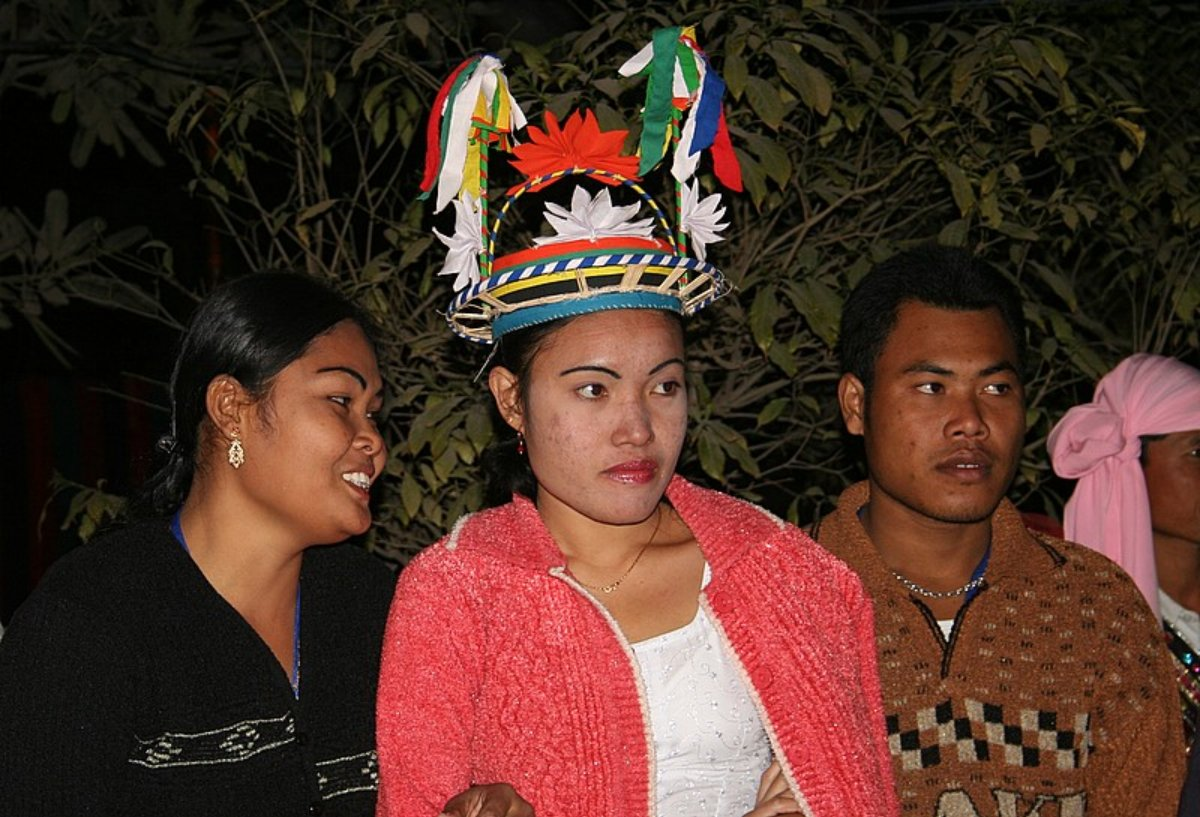
니코바르인 사람들

니코바르인(Nicobarese)은 니코바르 제도의 오스트로아시아 계통 원주민이다. 2011년 기준 인구는 29,099명이다.
니코바르 제도는 수마트라 섬 북단보다 150km 북쪽의 벵골만 해상에 있는 열도이다. 이들이 사는 니코바르 제도는 덴마크, 영국의 통치를 거쳐 오늘날 인근의 안다만 제도와 함께 인도령으로 통치받고 있으며, 인도 당국으로부터 지정 부족으로 특정되어 있다.
니코바르인들은 전통적으로 재배(horticultural) 생활을 통해 삶을 영위하였는데 최근 젊은 세대를 중심으로 현대 교육과 문명화가 진행되고 있다. 인도의 성공회 선교사의 영향으로 오늘날 대부분이 기독교를 믿고 있는데, 전통적으로는 애니미즘의 성질을 가진 원시 종교를 믿어 귀신이나 샤먼에 대한 믿음이 있었다.
이들은 과거 동남아시아 부근에서 섬으로 도래한 것으로 추정되며, 이들이 사용하는 니코바르 제어는 오스트로아시아어족에 속해 베트남어, 크메르어 등과도 먼 친연관계이다. 한편 니코바르인이 사실 니코바르 제도에 최초로 도달한 인류가 아닐 가능성도 제기되는데, 이 경우 오늘날 대니코바르섬에 고립되어 살고 있는 숌펜족이 더 선주 민족일 가능성이 있다.

## 같이 보기
- 니코바르 제도
- 안다만인